# تئوفیلو فریرا
تئوفیلو فریرا (به انگلیسی: Teófilo Ferreira) (زادهٔ ۲ ژوئن ۱۵۷۳) شناگر اهل برزیل است.